# 연사일록과 한글 연행록
연사일록과 한글 연행록은 대한민국 경기도 의왕시, 의왕향토사료관에 있는 책이다. 2017년 6월 14일 경기도의 유형문화재 제314호로 지정되었다.

## 지정 이유
한문본과 한글본이 함께 전해지는 연행록으로 희소성이 있다.
동일한 작자가 한글본과 한문본을 동시에 작성했다는 점에서 번역사적 가치가 높으며, 조선후기 한글을 연구하는 데에도 중요한 자료이다.

## 참고 자료
- 연사일록과 한글 연행록 - 국가유산청 국가유산포털